# Catephia dentifera
Catephia dentifera är en fjärilsart som beskrevs av Moore 1882. Catephia dentifera ingår i släktet Catephia och familjen nattflyn. Inga underarter finns listade i Catalogue of Life.